# Gold Filled
Gold filled (Englisch für gefülltes Gold) bezeichnet ein Verfahren, bei dem eine äußere Schicht echtes (= massives) Gold mit einem Metallkern aus Messing, Kupfer (früher auch Silber) verbunden wird. Das Gold wird in einem speziellen Verfahren aufgewalzt und bei Schweißtemperatur dauerhaft mit dem Trägermetall verbunden.
In den USA, wo das Verfahren hauptsächlich eingesetzt wird, unterliegt die Qualitätskontrolle der Federal Trade Commission, die unter anderem als Verbraucherschutzbehörde fungiert. Nur Schmuckstücke, die einen Anteil von mindestens 5 % des 14- oder 12-karätigen bzw. 10 % des 10-karätigen Goldes des Gesamtgewichts haben, dürfen als „gold filled“ verkauft werden. „Gold filled“ ist die gesetzlich vorgeschriebene Bezeichnung für das Material. 14k (entspricht Gold 585) „gold filled“, die häufigste Variante, wird häufig mit 14/20 markiert, der Zusatz „GF“ ist ebenfalls möglich, aber nicht gesetzlich vorgeschrieben. Auch 12k (entspricht Gold 500) und 10k (entspricht Gold 417) gold filled wird angeboten. Schmuckstücke aus „gold filled“ können zusätzlich auch einen Erzeugerstempel aufweisen. Das Trägermetall für „gold filled“ muss der europäischen Gesetzgebung entsprechen, damit es in Deutschland verkauft werden darf, daher enthält es nur solche Metalle, die auch als Streckungsmetalle für Feingold verwendet werden, um Goldlegierungen zu erzeugen.
Obige Regelung bezieht sich auf die im Gewichtsverhältnis vorgeschriebene Menge an Goldlegierung, die zur Herstellung von „gold filled“ aufgewendet werden muss. Eine Regelung, die eine bestimmte Dicke der Goldschicht vorschreibt, existiert nicht. Gemäß mathematischer Berechnung ist die Goldschicht von „gold filled“ Erzeugnissen bei Objekten mit kompakter Oberfläche (z. B. Kugel) dicker als bei Objekten mit komplexer Oberflächenstruktur (z. B. Schnörkel).
Gold filled Schmuck besitzt eine deutlich dickere Goldschicht als die meisten vergoldeten Schmuckstücke, was ihm eine hochwertigere und langlebigere Optik verleiht.
Gold filled, das nach dem patentierten Herstellungsprozess gefertigt und entsprechend gekennzeichnet ist, erfüllt als klassisches Bimetall die jeweiligen physikalischen und auch chemischen Eigenschaften seiner beiden Legierungsmetalle. Empirische Werte bestätigen eine entsprechende Hautverträglichkeit. Aufgrund seiner Eigenschaften als Bimetall kann gold filled, anders als galvanisch vergoldete Metalle, verlötet werden, um Einzelteile zu verbinden. Auch die Menge des Abriebs der äußeren Goldschicht durch Ingebrauchnahme und Pflege entspricht dem massiv goldener Schmuckstücke.
Da gold filled teilweise aus massivem Gold besteht, kann es auch recycelt werden, die Trennung der Goldschicht vom Trägermetall kann in einer Scheideanstalt erfolgen.